# SoundUD
SoundUD(サウンド・ユーディー)とは、音響通信に関する登録商標と関連技術の総称である。SoundUD推進コンソーシアム（東京都港区に本拠を置く業界団体）によって、策定された。

## 概要
音響通信が世の中に出た当初は、異なる製品やサービス、アプリ間での相互接続は保証されていなかった。このため、導入する際の基準がわかりづらく、利用者への告知も難しいなど、音響通信普及の足かせとなっていた。また、音響とIT双方の知識がない組織による音響通信を安易に利用すると、音響機材に影響を与える恐れや音響通信の品質問題に発展する恐れもあった。
こうした問題に対応し、音響通信技術を発展・普及させるとともに、規格の乱立を防ぎ、標準規格を制定することを目的として、2017年10月にヤマハが提唱し、167社団体と共同でSoundUD推進コンソーシアムが設立され、両国国技館で決起大会が開催された。2018年7月現在、加入企業団体数は230会員を突破している。
SoundUD対応の音響機器やサービス、アプリを導入を希望する施設や施設の利用者が容易に確認・把握できるようにするため、SoundUD推進コンソーシアムでは、SoundUDのブランドロゴとピクトグラムを制定している。パートナーに認定されたメーカーやサービス事業者には、製品やサービスを開発し、ビジネスを推進するために必要な特許技術や登録商標であるSoundUDのブランドやロゴ、ピクトグラムの使用が許可される。また、対応製品やサービスを導入した施設も、施設利用者に対応施設であることをアピールするためのロゴやピクトグラムを使用することができる。SoundUDにより音の通信を利用できる領域をSoundUD対応スポットという。
SoundUDの名称は、音のユニバーサルデザインを意味する「Sound Universal Design」の略であるが、音のICT化によって、様々なデバイスとクラウドサービスが音を機軸に接続される「Sound Unified Devices」という意味もあわせ持つ。

## 利用
SoundUDによって音響通信が共通規格化されたことにより、様々な音響機器やサービス、アプリ間での相互接続性が保証されるようになった。SoundUDを導入した施設のスピーカーから「SoundUD音声トリガー」と呼ばれる音響通信音が放送され、それをスマートフォンやタブレットなどのマイクが受信することによって、通信が成り立つ。SoundUD音声トリガーは利用する音響機器や施設の特長によって複数種類が用意されている。
SoundUDは音による通信のため、アナウンスやBGMなどの音声とSoundUD音声トリガーを一緒に放送するだけで、音声に関連した情報をスマートフォンなどに提供することが可能になる。また、無線LANやBluetoothなどの通信と異なり、スピーカーの設置された閉ざされた空間でのみ利用できるため、SoundUD音声トリガーを受信すると、場所や位置の識別情報も取得できることから、ビーコンのような使い方でも注目されている。SoundUD推進コンソーシアムでは、この通信を活用して、音のユニバーサルデザインや音のICT化社会を推進している。

### 音のユニバーサルデザイン
SoundUDにはインターネットなど外部ネットワークに接続せずに、スピーカーから放送される音響通信だけでスマートフォンやサイネージに情報を届ける「おもてなしガイド」機能があり、交通機関や防災アナウンスなどで活用されている。
空港、交通機関、ショッピングなどで流れるアナウンス、観光地のガイダンスやテーマパークのショーやパレード、非常放送などの街中で流れる音声や、家庭で流れるテレビやラジオの音声は、流れてくる言語を理解できないと内容を理解することができない。また、耳が遠い高齢者や聴覚障害者には内容が伝わりにくい。こうした問題を解決するために、音声と共にSoundUD音声トリガーをスピーカーから放送すると、スマートフォンやデジタルサイネージなどに多言語された文字情報を表示することができるようになり、音のユニバーサルデザインが実現する。受信用アプリケーションの中にあらかじめデータを収載しておくことによって、インターネット回線を必要とせずに通信できることから、災害時などに効果を発揮することが期待されている。
ヤマハの提供するスマートフォン向けアプリ「おもてなしガイド」をはじめ、複数のアプリで受信することができる。この機能をアプリに搭載するためのソフトウェア開発キットはSoundUD推進コンソーシアムより提供される。

### 音のICT化
施設のスピーカーから放送されるSoundUD音声トリガーをスマートフォンなどで受信すると、その施設のスポット情報が表示される。そのスポット情報を経由して、インターネット上の様々なクラウドサービスに接続することができる。音を使って、施設へのチェックイン、販促、広告配信などへの活用や音声ガイド、デジタルコンテンツ配信などにも活用することができる。各種ビッグデータと連動させることで、より効果的な情報提供も可能になる。

## 受賞歴
SoundUDおよびおもてなしガイドの主な受賞は以下の通りである。
- 「Innovative Technologies 2015」[7]
- 「IAUDアウォード2016」 サーヴィスデザイン部門　金賞[8]
- 「グッドデザイン・ベスト100」[9]
- 「平成28年度バリアフリー・ユニバーサルデザイン推進功労者表彰」内閣府特命担当大臣奨励賞[10]